# Zach Clough
Zach Paul John Clough (Manchester, 8 marzo 1995) è un calciatore inglese, attaccante del Selangor.

## Caratteristiche tecniche
È una seconda punta.

## Carriera
Cresciuto nelle giovanili del Bolton, ha esordito il 31 gennaio 2015 in un match pareggiato 2-2 contro il Wolverhampton segnando una doppietta.
Nel 2017 è stato acquistato dal Nottingham Forest. Dopo i prestiti a Bolton e Rochdale, il 22 gennaio 2021 si trasferisce a titolo definitivo al Wigan.

## Statistiche

### Presenze e reti nei club
Statistiche aggiornate al 7 luglio 2017.
| Stagione        | Squadra           | Campionato      | Campionato | Campionato | Coppe nazionali | Coppe nazionali | Coppe nazionali | Coppe continentali | Coppe continentali | Coppe continentali | Altre coppe | Altre coppe | Altre coppe | Totale | Totale | Totale |
| Stagione        | Squadra           | Comp            | Pres       | Reti       | Comp            | Pres            | Reti            | Comp               | Pres               | Reti               | Comp        | Pres        | Reti        | Pres   | Reti   |        |
| --------------- | ----------------- | --------------- | ---------- | ---------- | --------------- | --------------- | --------------- | ------------------ | ------------------ | ------------------ | ----------- | ----------- | ----------- | ------ | ------ | ------ |
| 2014-2015       | Bolton            | FLC             | 8          | 5          | FACup+CdL       | 2+0             | 1+0             |                    | -                  | -                  |             | -           | -           | 0      | 0      |        |
| 2015-2016       | Bolton            | FLC             | 28         | 7          | FACup+CdL       | 0+1             | 0               |                    | -                  | -                  |             | -           | -           | 0      | 0      |        |
| 2016-gen. 2017  | Bolton            | FL1             | 23         | 9          | FACup+CdL+FLT   | 4+0+2           | 0               |                    | -                  | -                  |             | -           | -           | 0      | 0      |        |
| Totale Bolton   | Totale Bolton     | Totale Bolton   | 59         | 21         |                 | 9               | 1               |                    | -                  | -                  |             | -           | -           | 68     | 22     |        |
| gen.-giu. 2017  | Nottingham Forest | FLC             | 14         | 4          | FACup+CdL       | 0               | 0               |                    | -                  | -                  |             | -           | -           | 0      | 0      |        |
| Totale carriera | Totale carriera   | Totale carriera | 73         | 25         |                 | 9               | 1               |                    | -                  | -                  |             | -           | -           | 82     | 25     |        |